# 103-й мотострелковый полк
103-й мотострелковый Слуцко-Померанский Краснознамённый, орденов Суворова и Кутузова полк (сокр. 103 мсп, в/ч 91708) — тактическое соединение Сухопутных войск Российской Федерации. Дислоцируется с 2019 года в Ростове-на-Дону. Входит в состав 150-й гвардейской мотострелковой дивизии.

## История
Ведёт историю от 37-й механизированной Слуцко-Померанской Краснознамённой, орденов Суворова и Кутузова бригады 1-го механизированного корпуса РККА. После войны бригада переформирована в 37-й механизированный полк, а затем в 65-й мотострелковый полк. 64-й мотострелковый полк на конец 1980-х гг. базировался в гарнизоне Крампниц (Krampnitz) возле Потсдама, находясь в составе 35-й мотострелковой дивизии. Выведен в 1992 году в Чебаркуль и расформирован.
Полк возрождён в составе 150-й мотострелковой дивизии с полным наименованием 103-й мотострелковый Слуцко-Померанский Краснознамённый, орденов Суворова и Кутузова полк и приступил к плановой боевой учёбе с начала нового учебного года 1 декабря 2019 года. 18 января 2020 года в рамках торжественных мероприятий воссозданному полку командующий войсками ЮВО генерал-полковник Александр Дворников вручил полку Боевое знамя и открыл бюст маршалу Советского Союза, дважды герою Советского Союза Коневу Ивану Степановичу, командующему 1-м Украинским фронтом. Данный полк завершил формирование 150-й мотострелковой дивизии.

### Вторжение на Украину
В мае 2024 года полк вёл боевые действия в районе Георгиевки Покровского района, к западу от Марьинки.
С сентября 2024 по январь 2025 гг. полк принимал участие в боях за Курахово.
С февраля 2025 года участвует в боях за Торецк (Дзержинск).

## Командиры полка
- 2020—2021 подполковник Макушкин, Руслан Вячеславович
- 2022—2024 полковник Кутаев, Руслан Агомагомедович